# Bitwa pod Makau
Bitwa pod Makau – starcie zbrojne, które miało miejsce w 1622 w trakcie portugalsko-holenderskiej wojny kolonialnej. Holenderska eskadra wysadziła desant około 600 żołnierzy, który został odparty i zmuszony do odwrotu na okręty, zaś jedna z jednostek, uszkodzona ogniem obrońców, musiała zostać porzucona kilka tygodni później. Portugalczycy utrzymali Makau aż do 1999 roku.

## Tło

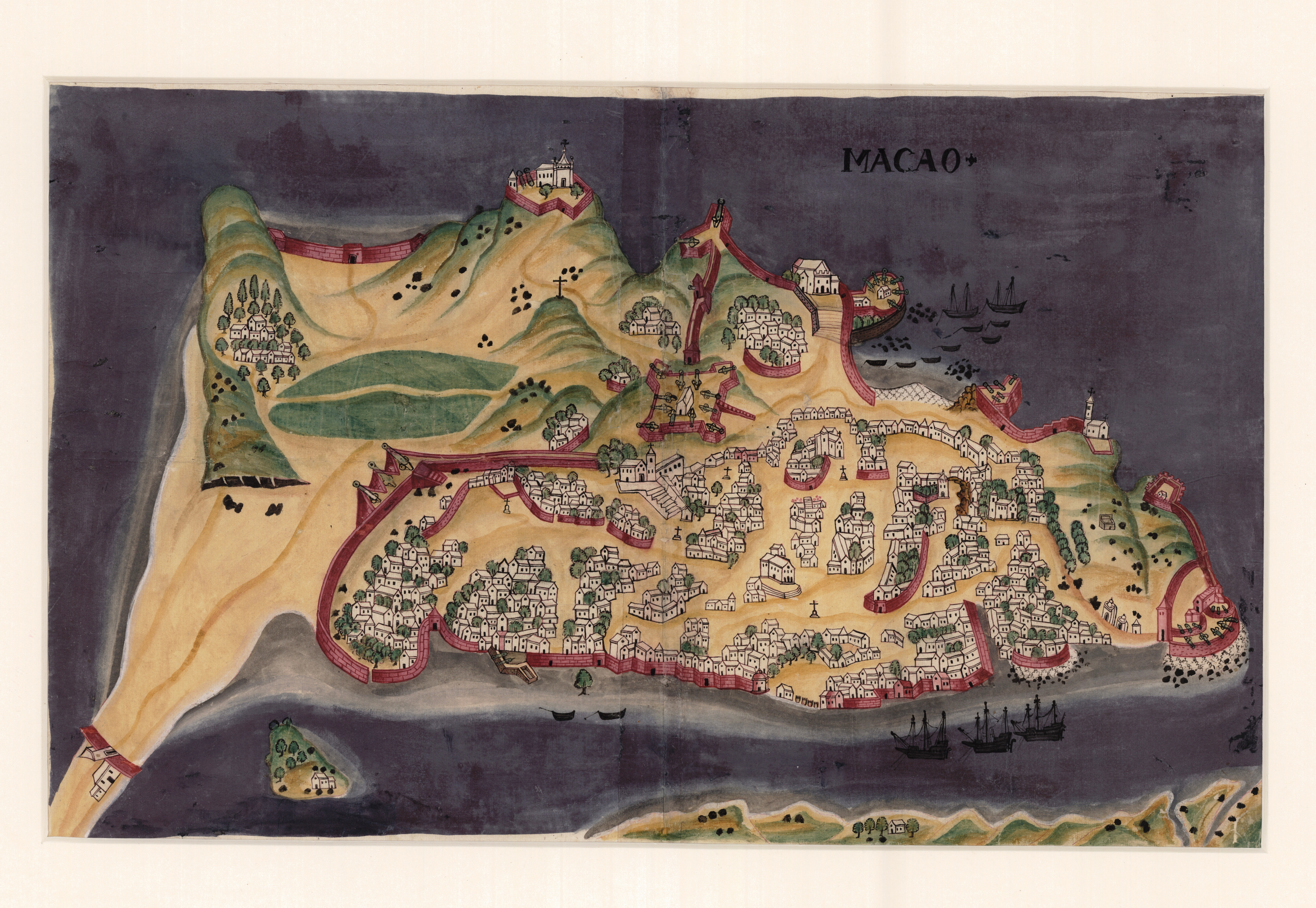
Makau na rysunku z 1635 roku; cytadela w centrum, na górze rysunku ufortyfikowany klasztor Guia; okręty holenderskie atakowały baterie broniące portu, a desant podchodził między wzgórzami Guia a cytadelą, wylądowawszy na plaży z lewej strony rysunku

Makau było bardzo istotną bazą dla portugalskiego handlu na Dalekim Wschodzie, bo dawało dostęp do rynku chińskiego, skąd Portugalczycy eksportowali znaczne ilości jedwabiu, nie tylko do Europy, lecz także do Japonii. Holendrzy, usiłując włączyć się do tego handlu, także potrzebowali bazy dla swych okrętów.
Ich pierwsza próba rekonesansu zakończyła się niepowodzeniem – w 1601 dwa holenderskie okręty wysłały łodzie do portu Makau, ale zostały one przechwycone, a większość załóg – powieszona. W 1603 kolejny rajd zdołał jednak przechwycić i, po obrabowaniu, spalić wielki statek (galeon lub karakę) wyruszający w doroczną podróż do Nagasaki. Wartość łupu przekroczyła 1,4 mln florenów. Holendrzy nie próbowali jednak wówczas ataku na samo miasto. Kolejny rajd, w 1607, zakończył się utratą przez nich niewielkiej jednostki, gdy spod Makau zostali przepędzeni przez portugalską eskadrę.
Plan przejęcia Makau (a tym samym handlu chińskiego) i równocześnie pozbawienia dogodnej bazy nie tylko Portugalczyków, ale także Hiszpanów operujących z Manili, a docelowo wykorzystania zdobyczy, by przejąć ich bazę na Filipinach, stworzył w 1614 holenderski gubernator Batavii, Jan Pieterszoon Coen. Do 1621 obowiązywał jednak zawarty w 1609 rozejm, stąd działania podjęto dopiero w 1622. Sprzyjały im doniesienia sprzymierzonych z Holendrami Anglików, które mówiły o słabym stanie umocnień Makau.

## Ekspedycja przeciw Makau
Makau było faktycznie umocnione dość słabo: wewnętrznego fortu broniła bateria (na miejscu późniejszego Fortu Santiago da Barra) i dwie dalsze po obu stronach fortu zewnętrznego; cytadela była nieukończona. Dodatkowo obronę osłabiał fakt, że oddział portugalski z czterema działami został wysłany do Pekinu, by wesprzeć cesarza chińskiego w wojnie z Mandżurami, a znaczna grupa Portugalczyków przebywała w Kantonie, dokonując zakupów przed dorocznym rejsem do Nagasaki. Minimalna liczba obrońców liczyła około 50 muszkieterów i 100 uzbrojonych mężczyzn, wspartych przez uzbrojonych niewolników. Mimo niewielkiej liczby dział (17 sztuk) i słabych fortyfikacji, na korzyść Portugalczyków przemawiał fakt, że większość obrońców była doświadczonymi żołnierzami i marynarzami. Przeciwko Makau Holendrzy wysłali 10 kwietnia 1622 eskadrę 8 okrętów z Batavii, pod dowództwem Cornelisa Reijersena, z poleceniem ustanowienia bazy u wybrzeży Chin; jeśli nie udałoby mu się zdobyć Makau, miał próbować założyć placówkę na Peskadorach; w tym celu mógł dołączyć do swojej eskadry każdy napotkany holenderski okręt. Dowódca anglo-holenderskiej eskadry blokującej Manilę, William Janszoon, otrzymał polecenie wysłania okrętów na pomoc Reijersenowi. Rozkazy te dotarły do niego za późno, by mógł to zrobić, ale już wcześniej odesłał on cztery jednostki do blokady Makau, gdzie napotkał je i włączył do swych sił Reijersen.
Reijersen popłynął wpierw w kierunku wybrzeży wietnamskich, po drodze włączając do swej eskadry cztery napotkane holenderskie jednostki, odsyłając zaś najmniejszą z listami do Janszoona. Zaopatrzywszy się w wodę w zatoce Cam Ranh (gdzie zniszczyła niewielki okręt portugalski) eskadra popłynęła do Makau, dokąd dotarła 21 czerwca. Spotkawszy tam cztery jednostki, blokujące (bez powodzenia) port, Reijersen miał teraz pod komendą 13 okrętów holenderskich i dwa angielskie, które jednak – wobec niedopuszczenia ich do potencjalnych łupów z lądu – nie wzięły udziału w ataku. Jego największe okręty przenosiły prawdopodobnie 20-40 dział, zaś mniejsze od 10 do 15. Z łącznie około 1300 ludzi mógł wydzielić desant liczący niemal 700 żołnierzy: 500 Europejczyków w dziewięciu wyćwiczonych po drodze kompaniach, zgromadzonych w trzy oddziały, każdy zaopatrzony w sześć beczek prochu i 600 funtów kul, uzupełnionych setką ludzi z okrętów czekających pod Makau. Ostatecznie wysadzone oddziały liczyły około 800 ludzi (w tym grupę Japończyków i Malajów, którzy dołączyli do ekspedycji po drodze), wyposażonych w 60 drabin oblężniczych i trzy lekkie działa. 
| Okręt                        | Nośność | Załoga | Dowódca            | Notes                                                 |
| ---------------------------- | ------- | ------ | ------------------ | ----------------------------------------------------- |
| „Zierickzee” (okręt flagowy) | 800     | 221    | Cornelis Reijersen | Początkowa eskadra                                    |
| „Groeningen”                 | 700     | 192    | William Bontekoe   | Początkowa eskadra                                    |
| „Oudt Delft”                 | 700     | 196    | Willem Andriessen  | Początkowa eskadra                                    |
| „Enchuizen”                  | 500     | 165    | D. Pietersen       | Początkowa eskadra                                    |
| „Gallias”                    | 220     | 91     | D. Floris          | Początkowa eskadra                                    |
| „Engelsche Beer”             | ---     | 96     | L. Nanning         | Początkowa eskadra                                    |
| „St. Nicholas”               | ---     | 40     | J. Constant        | Początkowa eskadra, odesłany do Manili                |
| „Paliacatta”                 | ---     | 23     | J. Jacobsen        | Początkowa eskadra                                    |
| „Haan”                       | ---     | ---    | Dirck Velling      | Dołączony w Indochinach                               |
| „Tiger”                      | ---     | ---    | –                  | Dołączony w Indochinach                               |
| „Victoria”                   | ---     | ---    | –                  | Dołączony w Indochinach                               |
| „Santa Cruz”                 | ---     | ---    | –                  | Dołączony w Indochinach                               |
| „Trouw”                      | ---     | ---    | –                  | Przysłany z Manili                                    |
| „Hoop”                       | ---     | ---    | –                  | Przysłany z Manili                                    |
| „Palsgrave”                  | ---     | ---    | –                  | Przysłany z Manili; nie uczestniczył w ataku na Makau |
| „Bull”                       | ---     | ---    | –                  | Przysłany z Manili; nie uczestniczył w ataku na Makau |

## Atak
23 czerwca po południu trzy holenderskie okręty ostrzelały, bez większego sukcesu, baterię broniącą zewnętrznego portu. Następnego dnia o świcie dwa z nich wznowiły ostrzał – dla odwrócenia uwagi od rzeczywistego miejsca lądowania. Portugalska bateria strzelała skuteczniej, poważnie uszkadzając „Galliasa”, który musiał zostać porzucony kilka tygodni później. Równocześnie desant 800 ludzi, na 24 kutrach (wyposażonych w działka) i 5 barkach rozpoczął lądowanie, czemu przeciwstawiło się około 150 obrońców. Atakujący, wsparci ogniem dwóch okrętów, wyparli obrońców z ich okopów na plaży, kosztem około 40 ludzi, a Reijersen został ranny. Komendę przejął Hans Ruffijn, który, pozostawił ariergardę na plaży i z około 600 ludźmi ruszył ku miastu. Gdy podeszli w zasięg portugalskiej artylerii, strzał z armaty ustawionej na cytadeli spowodował eksplozję baryłki prochu i poważne straty (działem tym komenderował jezuicki uczony Giacomo Rho), co zatrzymało holenderskie natarcie. 
Przegrupowawszy się, Holendrzy zaatakowali sąsiadujące z cytadelą wzgórze Giu, ale powstrzymał ich ogień grupy obrońców, ukrytych za wielkimi głazami. Holendrzy – ostrzeliwani z trzech stron, zmęczeni marszem, utraciwszy część amunicji i zaskoczeni niespodziewanie silnym oporem – zatrzymali się ponownie, rozważając powrót na okręty. W międzyczasie, portugalscy dowódcy zorientowawszy się, że atak od strony morza to jedynie pozoracja, zebrali z baterii część żołnierzy i szybkim marszem zajęli wzgórze, górujące nad holenderską pozycją. Obrońcy, wzmocnieni posiłkami, w skład których wchodzili nawet uzbrojeni zakonnicy jezuiccy i franciszkańscy, uderzyli na Holendrów, gdy ci przygotowywali się do odwrotu. Hans Ruffijn zginął, a jego żołnierze wpadli w panikę. Udzieliła się ona także straży tylnej, która nie stawiła żadnego oporu, i marynarzom, którzy odpłynęli przedwcześnie, porzucając towarzyszy na plaży. 
Klęska Holendrów była całkowita: ich minimalne straty wyniosły 136 zabitych i 126 rannych Europejczyków, nie licząc Japończyków i Malajów. Prawdopodobnie straty były nawet wyższe i mogły sięgnąć ponad 300 ludzi, zwłaszcza, że czarni niewolnicy nie brali jeńców, celebrując dzień Świętego Jana obcinaniem głów Holendrom. Jeden z nielicznych jeńców został pojmany przez jezuitę, ojca Schalla. Desant stracił też całe swoje uzbrojenie (ponad 1000 sztuk broni, nie licząc armat). Straty po stronie Portugalczyków to około 20 rannych europejskich żołnierzy i sześciu zabitych (mniej niż samych holenderskich oficerów, których zginęło siedmiu kapitanów, czterech poruczników i siedmiu chorążych); do tego dochodziła niewielka liczba rannych i zabitych niewolników.

## Skutki

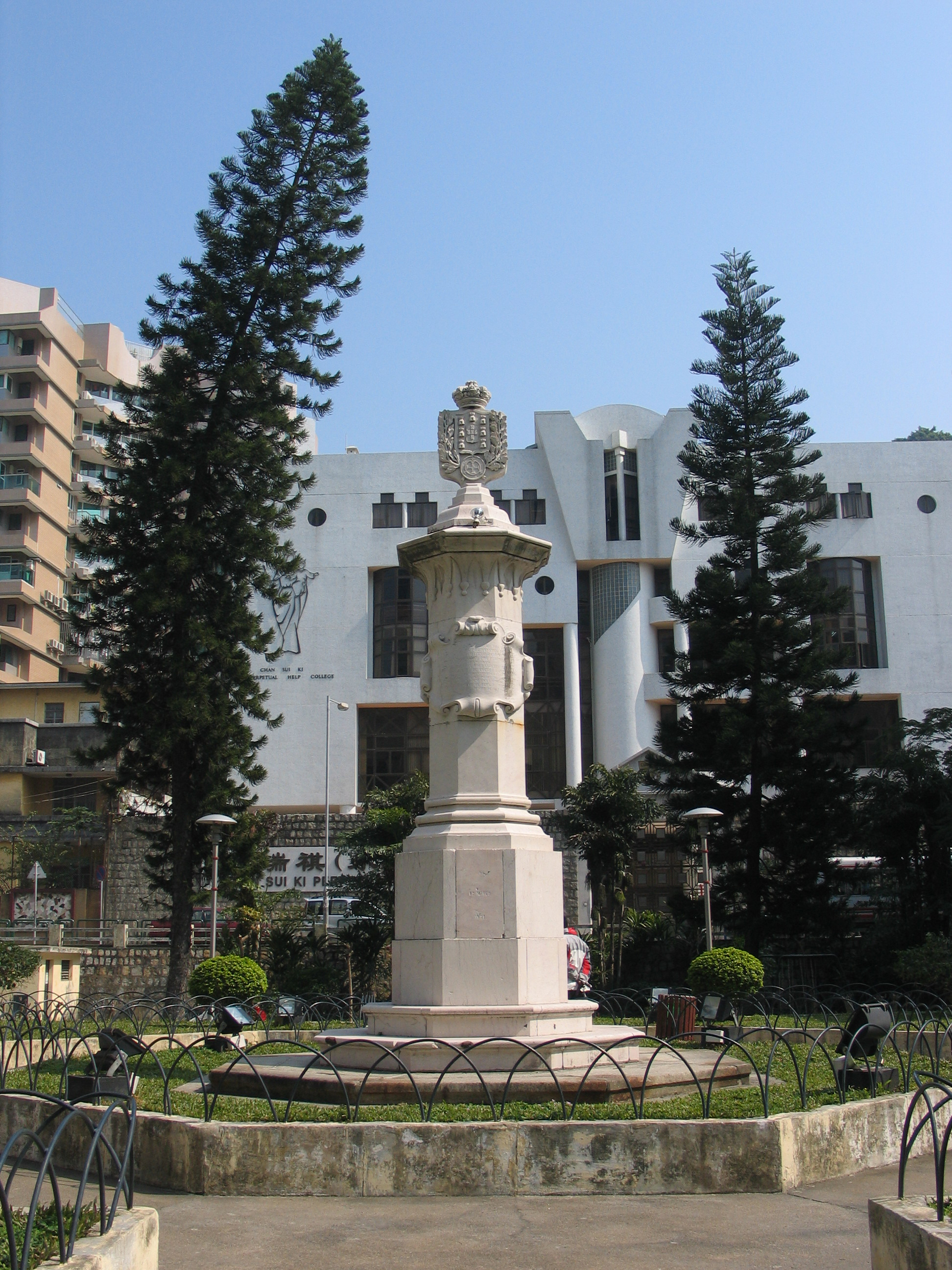
Pomnik wzniesiony na cześć zwycięstwa w Jardim da Vitoria

Liczni, dzielnie walczący niewolnicy zostali w nagrodę wyzwoleni, a ponadto mogli się podzielić 200 funtami ryżu, przysłanymi im w nagrodę przez chińskiego urzędnika cesarskiego. Kapitan-major Lopo Sarmento de Carvalho otrzymał w 1629 tytuł szlachecki i został członkiem Zakonu Chrystusa; drugi z portugalskich dowódców, kapitan João Soares Vivas, uznał, że jego zasługi są niedostatecznie docenione (obaj przypisywali sobie decydującą rolę w odparciu napaści) i ostatecznie przeszedł na służbę hiszpańską.
Eskadra Reijersena, zgodnie z poleceniem, odpłynęła ku Peskadorom, gdzie ustanowiła placówkę, skąd Holendrzy pirackimi napaściami usiłowali zmusić Chińczyków do zgody na handel z nimi, co spotkało się z oporem i nie przyniosło sukcesów. Wyparci przez Chińczyków z Peskadorów, przenieśli się w 1624 na Tajwan, gdzie – za milczącą zgodą władz chińskich – stworzyli kolonię, funkcjonującą przez następnych 38 lat. 
Holenderska próba uzyskania dominacji w handlu dalekowschodnim się nie powiodła, a pozycja Portugalii uległa wzmocnieniu i przez następnych 30 lat była wciąż mocna. Dopiero uzyskanie przez Holendrów kontroli nad cieśniną Malakka w latach 40. XVII wieku pozwoliło im powoli przejąć kontrolę nad handlem z Chinami i Japonią.